# Campeonato Cearense de Futebol Feminino de 2023
O Campeonato Cearense Feminino de 2023 foi a 18ª edição desta competição futebolística organizada pela Federação Cearense de Futebol.
O campeonato começou a ser disputado no dia 21 de outubro e terminou em 29 de novembro. O Ceará foi o grande campeão da competição após vencer o Fortaleza pelo placar de 2–1 na disputa por pênaltis, após um empate em 1–1 no tempo normal. Esse foi o quarto título na história da equipe alvinegra.

## Formato e participantes
O formato da competição consistiu em três fases: na primeira, as equipes se enfrentaram em turno único, classificando, após 5 rodadas, os 4 melhores colocados da fase. Nas semifinais, dois embates eliminatórios foram formados de acordo com o cruzamento olímpico. Os vencedores foram para a decisão em jogo único. As equipes participantes eram:
| Equipe           | Cidade            | Títulos               |
| ---------------- | ----------------- | --------------------- |
| Arsenal do Ceará | Morada Nova       | —                     |
| Ceará            | Fortaleza         | 3 (2018, 2019 e 2021) |
| Fortaleza        | Fortaleza         | 3 (2010, 2020 e 2022) |
| Juasal           | Juazeiro do Norte | —                     |
| Juventus-CE      | Fortaleza         | 1 (2014)              |
| R4               | Juazeiro do Norte | —                     |

## Resultados

### Primeira fase
| Pos | Equipe           | Pts | J | V | E | D | GP | GC | SG  | Classificado |  | FOR  | CEA | R4   | JUV | ARS | Juasal |
| --- | ---------------- | --- | - | - | - | - | -- | -- | --- | ------------ |  | ---- | --- | ---- | --- | --- | ------ |
| 1   | Fortaleza        | 13  | 5 | 4 | 1 | 0 | 36 | 5  | +31 | Próxima fase |  | —    |     |      |     | 7–0 | 13–1   |
| 2   | Ceará            | 13  | 5 | 4 | 1 | 0 | 25 | 2  | +23 | Próxima fase |  | 2–2  | —   | 1–0  | 9–0 |     |        |
| 3   | R4               | 9   | 5 | 3 | 0 | 2 | 26 | 5  | +21 | Próxima fase |  | 0–3  |     | —    |     | 5–0 |        |
| 4   | Juventus-CE      | 4   | 5 | 1 | 1 | 3 | 9  | 41 | −32 | Próxima fase |  | 2–11 |     | 1–16 | —   |     |        |
| 5   | Arsenal do Ceará | 3   | 5 | 1 | 0 | 4 | 5  | 25 | −20 |              |  |      | 0–8 |      | 1–2 | —   | 4–3    |
| 6   | Juasal           | 1   | 5 | 0 | 1 | 4 | 8  | 31 | −23 |              |  | 0–5  | 0–5 | 4–4  |     | —   |        |

### Fases finais
- Em itálico, as equipes que possuíram o mando de campo no confronto; em negrito as equipes vencedoras.

|  | Semifinais  | Semifinais  | Semifinais   |              |           | Final     | Final | Final |  |
|  |             |             |              |              |           |           |       |       |  |
|  | Fortaleza   | Fortaleza   | 7            |              |           |           |       |       |  |
|  | Fortaleza   | Fortaleza   | 7            |              |           |           |       |       |  |
|  | Juventus-CE | Juventus-CE | 0            |              |           |           |       |       |  |
|  | Juventus-CE | Juventus-CE | 0            |              | Fortaleza | Fortaleza | 1 (1) |       |  |
|  |             |             |              |              | Fortaleza | Fortaleza | 1 (1) |       |  |
|  |             |             | Ceará (pen.) | Ceará (pen.) | 1 (2)     |           |       |       |  |
|  | Ceará       | Ceará       | Ceará (pen.) | Ceará (pen.) | 1 (2)     | 0         |       |       |  |
|  | Ceará       | Ceará       |              |              |           |           |       |       |  |
|  | R4          | R4          | 0            |              |           |           |       |       |  |

| Fonte: FCF |

## Premiação
| Campeonato Cearense Feminino de 2023 |
| ------------------------------------ |
| Ceará Campeão (4.º título)           |